# Hugo von und zu Lerchenfeld auf Köfering und Schönberg
Hugo Max Graf von und zu Lerchenfeld auf Köfering und Schönberg, född 21 augusti 1871 på släktgodset Köfering vid Regensburg, död 13 april 1944 i München, var en bayersk greve och politiker.
Lerchenfeld var många år anställd i Tyska kejsardömets riksinrikesministerium, deltog 1914-15 i första världskriget på östfronten, tjänstgjorde därpå bland annat som tillförordnad polispresident i Łódź och Warszawa samt var 1917-18 tyska riksregeringens kommissarie hos polska statsregeringen. År 1920 blev han Tyska rikets gesant i Darmstadt och var september 1921-november 1922 Bayerns ministerpresident.